# Hengelo (Gelderland)

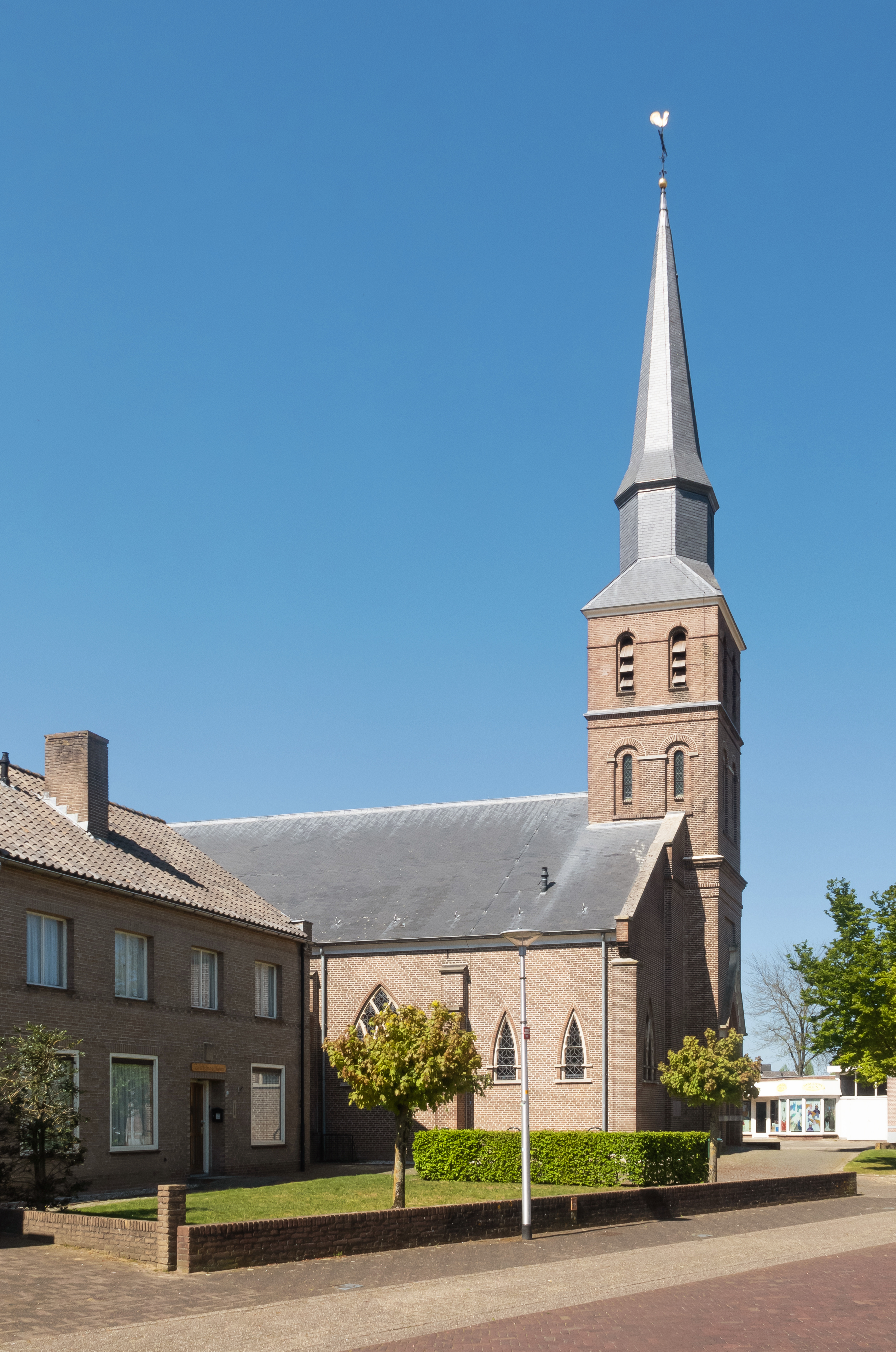
Heilige Wilibrordkerk

Hengelo (anhörenⓘ) ist ein Dorf in der Gemeinde Bronckhorst, Provinz Gelderland, in den Niederlanden. Es hat 6530 Einwohner (Stand: 1. Januar 2024). Das Dorf ist von Landwirtschaft geprägt und hat etwas Industrie. Es dient als Einkaufszentrum für die umliegenden Dörfer.
Die Kirche aus dem 15. Jahrhundert wird von der Niederländisch-Reformierten Kirche genutzt.
Bis zum Holocaust in den Niederlanden bestand in Hengelo eine Synagogengemeinde. Am Standort der einstigen Synagoge in der Synagogestraat in der Ortsmitte erinnert eine Gedenktafel mit einem Davidstern und einem Schofar daran.
Bis zur Gemeindereform vom 1. Januar 2005 war Hengelo eine eigenständige Gemeinde.

## Politik
Bis zur Auflösung der Gemeinde ergab sich seit 1990 folgende Sitzverteilung:
| Partei | Sitze | Sitze | Sitze | Sitze |
| Partei | 1990  | 1994  | 1998  | 2002  |
| ------ | ----- | ----- | ----- | ----- |
| CDA    | 7     | 7     | 6     | 7     |
| PvdA   | 4     | 3     | 4     | 3     |
| VVD    | 2     | 3     | 3     | 3     |
| Gesamt | 13    | 13    | 13    | 13    |

## Söhne und Töchter der Stadt
- Annemarie Jorritsma, Politikerin